# Yes Day
Yes Day is een Amerikaanse komediefilm uit 2021. De film is gebaseerd op het gelijknamige boek van Amy Krouse Rosenthal en Tom Lichtenheld. De hoofdrollen zijn voor Jennifer Garner, Édgar Ramírez en Jenna Ortega. De film werd geregisseerd door Miguel Arteta en verscheen op 12 maart 2021 op Netflix. 
De film ontving gemengde recensies over het verhaal en de humor, maar het acteerwerk van Jenna Ortega werd geprezen. Ortega werd ook genomineerd voor beste actrice in een speelfilm, tijdens de Imagen Awards van 2021.

## Verhaal
Allison en Carlos Torres zijn een getrouwd echtpaar met drie kinderen: Katie, Nando en Ellie. Bij hun eerste ontmoeting, maakten ze een afspraak om overal 'ja' op te zeggen en waren een avontuurlijk koppel. Na de geboortes van hun kinderen, werden ze gedwongen om overal 'nee' op te zeggen, omwille van de veiligheid van de kinderen. 
Op een ouderavond worden Allison en Carlos door leerkrachten geconfronteerd dat Katie en Nando werkstukken hebben gemaakt, waarin Allison een dictator wordt genoemd. Allison is teleurgesteld dat haar kinderen haar zo zien en vertelt Carlos dat ze zich de ‘Bad Cop’ voelt. Mr. Duncan, die de schoolcoach is en zes kinderen heeft, hoort het verhaal en vertelt Carlos en Allison dat hij eens in de zoveel tijd een ‘Yes Day’ houdt en zo zijn kinderen onder controle houdt. In 24 uur tijd mogen de kinderen van alles vragen en doen, en de ouders mogen geen ‘nee’ zeggen.
Carlos en Allison vertellen het idee aan hun kinderen en beloven dat, als zij uit problemen blijven, hun klusjes uitvoeren en hoge cijfers halen, ze een ‘Yes Day’ als belonging krijgen. Katie sluit een pact met Allison en spreekt af, dat als haar moeder de hele dag geen ‘nee’ zegt, ze mee mag naar het Fleek Festival. En als ze toch ‘nee’ zegt, mag Katie mee gaan met haar vriendin, Layla. Katie, Nando en Ellie krijgen het voor elkaar om een ‘Yes Day’ te krijgen en hebben een lijst met vijf activiteiten voor de gehele dag. Ellie wilt dat haar ouders zich in vreemde verkleed kleren gaan rondlopen. Als volgende stap bestellen ze een massieve Sundae van $40. Maar als ze die binnen 30 minuten opkrijgen, hoeven ze niet te betalen. Het lukt de familie om de Sundae op te krijgen. Vervolgens gaan ze naar een wasstraat, om vervolgens met de autoramen open er doorheen te rijden. Als derde activiteit gaan ze met teams een vlaggenstrijd houden en elkaar bekogelen met waterballen die gevuld zijn met frisdrank. Allison wint de vlaggenstrijd en krijgt het voor elkaar om indruk te maken op haar kinderen. Carlos, die uit een boom is gevallen, wilt stoppen met de dag, maar gaat uiteindelijk toch door omdat hij zijn kinderen niet wil teleurstellen.
De familie gaat per ambulance naar een Six Flags pretpark als vierde activiteit. Allison ziet op Katies telefoon dat zij en Layla van plan zijn om oudere jongens te ontmoeten op het festival. Katie wordt boos en neemt afstand van haar moeder. Allison probeert het weer goed te maken met Katie door een roze gorilla knuffel te winnen, maar raakt hierbij in gevecht met een andere parkganger die claimt dat zij de knuffel heeft gewonnen. Hierdoor worden Carlos, Allison en de parkganger gearresteerd. Op het politiebureau lukt het Katie en haar broer en zus om weg te sluipen van haar ouders. Katie gaat met Layla naar het festival en Nando en Ellie gaan naar hun huis toe, waar Nando een groots feest heeft gepland, als vijfde en laatste activiteit. Het  feest loopt echter uit de hand, doordat Ellie een schuimbom laat ontploffen in de wc. Katie krijgt een naar gevoel bij de gedachte dat de met oudere jongens gaat rondhangen. Layla laat haar vervolgens achter en gaat alsnog naar het festival. Katie probeert haar ouders te bereiken, maar haar telefoon gaat stuk, waardoor ze vast komt te zitten op het festival. Allison en Carlos worden vrijgelaten en komen erachter dat hun kinderen zijn weggeslopen. Carlos neemt de taak als disciplinerende vader en eindigt het feest van Nando en laat iedereen het huis schoonmaken. 
Allison gaat naar het Fleek festival toe en probeert Katie te zoeken. Met hulp van H.E.R., die daar een optreden geeft, lukt het Allison haar dochter te vinden. Vervolgens mogen Allison en Katie meezingen op het podium.  En terwijl de dag ten einde loopt, heeft Ellie nog een wens, namelijk dat de hele familie ‘s avonds in de tuin, in een tent spelletjes gaan spelen. 

## Cast
- Jennifer Garner als Allison Torres
- Édgar Ramírez als Carlos Torres
- Jenna Ortega als Katie Torres
- Julian Lerner als Evan ‘Nando’ Torres
- Everly Carganilla als Ellie Torres
- H.E.R als zichzelf
- Nat Faxon als Mr. Deacon

## Productie
In september 2018 maakte Netflix bekend dat Jennifer Garner zich bij de cast had gevoegd en dat de film geregisseerd zou worden door Miguel Arteta. In 2019 kwamen Jenna Ortega, Édgar Ramírez en Julian Lerner bij de cast. In november 2019 begonnen de filmopnames in Los Angeles.